# Esteban Agricola

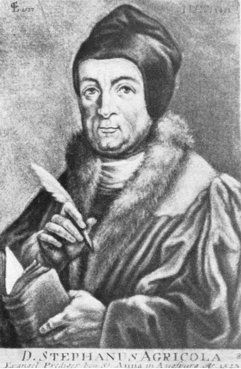
Stephan Agricola

Esteban Agricola (Abensberg, c. 1491 - Eisleben, 1547), en realidad Stephan Kastenbauer o Castenpaur, raramente llamado Stephan Boius, fue un reformador protestante luterano alemán.
Siendo joven entró en la orden agustina. Como monje, estudió profundamente a Agustín. Luego estudió en las universidades de Bolonia y de Venecia, en Italia, donde en 1519 se doctoró en Teología. Empezó a predicar en 1520. Su estudio de las obras de San Agustín sobre las Escrituras lo llevaron al luteranismo. Fue acusado de herejía; aunque afirmó su independencia de Lutero, siendo arrestado y encarcelado el 17 de noviembre de 1522 en Mühldorf.
En 1523, se escapó y llegó a Augsburgo, donde junto con Urbanus Rhegius aceptó totalmente la Reforma y tradujo el ag. Zwingjli de Johannes Bugenhagen al alemán. Estuvo del lado luterano durante el coloquio de Marburgo, se convirtió en pastor en Hof en 1532, participó en la reunión en Esmalcalda en 1537,  donde firmó los Artículos de Esmalcalda. Desempeñó un papel decisivo en la introducción de la Reforma Protestante en el Alto Palatinado mientras era pastor en Sulzbach en 1542.
Durante la Guerra de Esmalcalda, debió huir a Eisleben, donde falleció a edad avanzada el 10 u 11 de abril de 1547. Stephan Agricola fue un luterano acérrimo, serio y dedicado. Su hijo, también Esteban, tradujo algunos de los comentarios de Lutero sobre los profetas menores.

## Obras
- Am köstlicher guther Sermon vom Sterben, Mühldorf 1523;
- Artickel wider Dr. Stephan Castenpaur eingelegt, auch was er darauf geantwortet hat aus seinem Gefängnuss, o. O. 1523;
- Ein Bedenken, wie der wahrhafftig Gottesdinst von Gott selbst geboten …, o. O. um 1524.